# HIStory World Tour
«HIStory World Tour» (з англ. «Історія» Світовий Тур) — третій світовий, сольний тур американського співака, композитора, музиканата Майкла Джексона. Тур був організований за для підтримки його дев'ятого сольного альбому під назвою HIStory: Past, Present and Future, Book I. Майкл Джексон дав безкоштовний концерт 16 липня 1996 року для султана Брунея у місті Бандар-Сері-Бегаван, Бруней. Цей тур почався 7 вересня 1996 року у місті Прага, Чехія, а закінчився 15 жовтня 1997 року у місті Дурбан, Південна Африканська республіка(ПАР). Всього Майкл Джексон дав 82 концерта.

## Королівський концерт
Майкл Джексон дав безкоштовний концерт 16 липня 1996 року для султана Брунея у місті Бандар-Сері-Бегаван, Бруней.
| Дата                      | Місто               | Країна         | Місце проведення                |
| ------------------------- | ------------------- | -------------- | ------------------------------- |
| Королівський концерт      |                     |                |                                 |
| 16 липня 1996             | Бандар-Сері-Бегаван | Бруней         | Jerudong Park                   |
| Перша частина (1996-1997) |                     |                |                                 |
| Європа                    |                     |                |                                 |
| 7 вересня 1996            | Прага               | Чехія          | Letna Park                      |
| 10 вересня 1996           | Будапешт            | Угорщина       | Népstadion                      |
| 14 вересня 1996           | Бухарест            | Румунія        | Lia Manoliu Stadium             |
| 17 вересня 1996           | Москва              | Росія          | Стадіон «Динамо»                |
| 20 вересня 1996           | Варшава             | Польща         | Bemowo Airport                  |
| 23 вересня 1996           | Сарагоса            | Іспанія        | Ромареда                        |
| 28 вересня 1996           | Амстердам           | Нідерланди     | Йоган Кройф Арена               |
| 30 вересня 1996           | Амстердам           | Нідерланди     | Йоган Кройф Арена               |
| 2 жовтня 1996             | Амстердам           | Нідерланди     | Йоган Кройф Арена               |
| Африка                    |                     |                |                                 |
| 7 жовтня 1996             | Туніс               | Туніс          | Stade El Menzah                 |
| Азія                      |                     |                |                                 |
| 11 жовтня 1996            | Сеул                | Південна Корея | Олімпійський стадіон            |
| 13 жовтня 1996            | Сеул                | Південна Корея | Олімпійський стадіон            |
| 18 жовтня 1996            | Тайбей              | Тайвань        | Chungshan Soccer Stadium        |
| 20 жовтня 1996            | Гаосюн              | Тайвань        | Chungcheng Stadium              |
| 22 жовтня 1996            | Тайбей              | Тайвань        | Chungshan Soccer Stadium        |
| 25 жовтня 1996            | Сінгапур            | Сінгапур       | National Stadium                |
| 27 жовтня 1996            | Куала-Лумпур        | Малайзія       | Merdeka Stadium                 |
| 29 жовтня 1996            | Куала-Лумпур        | Малайзія       | Merdeka Stadium                 |
| 1 листопада 1996          | Мумбаї              | Індія          | Andheri Sports Complex          |
| 5 листопада 1996          | Бангкок             | Таїланд        | Muang Thong Thani City Center   |
| Океанія                   |                     |                |                                 |
| 9 листопада 1996          | Окленд              | Нова Зеландія  | Ericsson Stadium                |
| 11 листопада 1996         | Окленд              | Нова Зеландія  | Ericsson Stadium                |
| 14 листопада 1996         | Сідней              | Австралія      | Sydney Cricket Ground           |
| 16 листопада 1996         | Сідней              | Австралія      | Sydney Cricket Ground           |
| 19 листопада 1996         | Брисбен             | Австралія      | ANZ Stadium                     |
| 22 листопада 1996         | Мельбурн            | Австралія      | Мельбурн Крикет Граунд          |
| 24 листопада 1996         | Мельбурн            | Австралія      | Мельбурн Крикет Граунд          |
| 26 листопада 1996         | Аделаїда            | Австралія      | Adelaide Oval                   |
| 30 листопада 1996         | Перт                | Австралія      | Burswood Dome                   |
| 2 грудня 1996             | Перт                | Австралія      | Burswood Dome                   |
| 4 грудня 1996             | Перт                | Австралія      | Burswood Dome                   |
| Азія                      |                     |                |                                 |
| 8 грудня 1996             | Маніла              | Філіппіни      | Asia World City Concert Grounds |
| 10 грудня 1996            | Маніла              | Філіппіни      | Asia World City Concert Grounds |
| 13 грудня 1996            | Токіо               | Японія         | Tokyo Dome                      |
| 15 грудня 1996            | Токіо               | Японія         | Tokyo Dome                      |
| 17 грудня 1996            | Токіо               | Японія         | Tokyo Dome                      |
| 20 грудня 1996            | Токіо               | Японія         | Tokyo Dome                      |
| 26 грудня 1996            | Фукуока             | Японія         | Fukuoka Dome                    |
| 28 грудня 1996            | Фукуока             | Японія         | Fukuoka Dome                    |
| 31 грудня 1996            | Бандар-Сері-Бегаван | Бруней         | Jerudong Park                   |
| Північна Америка          |                     |                |                                 |
| 3 січня 1997              | Гонолулу            | США            | Aloha Stadium                   |
| 4 січня 1997              | Гонолулу            | США            | Aloha Stadium                   |
| Друга частина (1997)      |                     |                |                                 |
| Європа                    |                     |                |                                 |
| 31 травня 1997            | Бремен              | Німеччина      | Везерштадіон                    |
| 3 червня 1997             | Кельн               | Німеччина      | Рейн Енергі                     |
| 6 червня 1997             | Бремен              | Німеччина      | Weserstadion                    |
| 8 червня 1997             | Амстердам           | Нідерланди     | Йоган Кройф Арена               |
| 10 червня 1997            | Амстердам           | Нідерланди     | Йоган Кройф Арена               |
| 13 червня 1997            | Кіль                | Німеччина      | Nordmarksportfield              |
| 15 червня 1997            | Гельзенкірхен       | Німеччина      | Parkstadion                     |
| 18 червня 1997            | Мілан               | Італія         | Сан-Сіро                        |
| 20 червня 1997            | Лозанна             | Швейцарія      | Стад Олімпік де ла Понтез       |
| 22 червня 1997            | Беттембург          | Люксембург     | Krakelshaff                     |
| 25 червня 1997            | Ліон                | Франція        | Жерлан                          |
| 27 червня 1997            | Париж               | Франція        | Парк де Пренс                   |
| 29 червня 1997            | Париж               | Франція        | Парк де Пренс                   |
| 2 липня 1997              | Відень              | Австрія        | Ернст-Гаппель-Штадіон           |
| 4 липня 1997              | Мюнхен              | Німеччина      | Олімпійський стадіон            |
| 6 липня 1997              | Мюнхен              | Німеччина      | Олімпійський стадіон            |
| 9 липня 1997              | Шеффілд             | Англія         | Don Valley Stadium              |
| 12 липня 1997             | Лондон              | Англія         | Wembley Stadium                 |
| 15 липня 1997             | Лондон              | Англія         | Wembley Stadium                 |
| 17 липня 1997             | Лондон              | Англія         | Wembley Stadium                 |
| 19 липня 1997             | Дублін              | Ірландія       | RDS Arena                       |
| 25 липня 1997             | Базель              | Швейцарія      | Стадіон «Санкт-Якоб»            |
| 27 липня 1997             | Ніцца               | Франція        | Stade Charles-Ehrmann           |
| 1 серпня 1997             | Берлін              | Німеччина      | Олімпійський стадіон            |
| 3 серпня 1997             | Лейпциг             | Німеччина      | Festwiese                       |
| 10 серпня 1997            | Гоккенгайм          | Німеччина      | Гоккенгаймринг                  |
| 14 серпня 1997            | Копенгаген          | Данія          | Паркен                          |
| 16 серпня 1997            | Гетеборг            | Швеція         | Уллеві                          |
| 19 серпня 1997            | Осло                | Норвегія       | Valle Hovin                     |
| 22 серпня 1997            | Таллінн             | Естонія        | Талліннське співоче поле        |
| 24 серпня 1997            | Гельсінкі           | Фінляндія      | Олімпійський стадіон            |
| 26 серпня 1997            | Гельсінкі           | Фінляндія      | Олімпійський стадіон            |
| 29 серпня 1997            | Копенгаген          | Данія          | Паркен                          |
| 3 вересня 1997            | Остенде             | Бельгія        | Hippodrome Wellington           |
| 6 вересня 1997            | Вальядолід          | Іспанія        | Хосе Соррилья                   |
| Третя частина (1997)      |                     |                |                                 |
| Африка                    |                     |                |                                 |
| 4 жовтня 1997             | Кейптаун            | ПАР            | Greenpoint Stadium              |
| 6 жовтня 1997             | Кейптаун            | ПАР            | Greenpoint Stadium              |
| 10 жовтня 1997            | Йоганнесбург        | ПАР            | Johannesburg Stadium            |
| 12 жовтня 1997            | Йоганнесбург        | ПАР            | Johannesburg Stadium            |
| 15 жовтня 1997            | Дурбан              | ПАР            | Kings Park Stadium              |

| Дата                      | Місто      | Країна   | Причина скасування/перенесення |
| ------------------------- | ---------- | -------- | --- |
| Перша частина (1996-1997) |            |          | |
| 27 вересня 1996           | Касабланка | Марокко  | Скасовані через реструктуризацію туру |
| 29 вересня 1996           | Касабланка | Марокко  | Скасовані через реструктуризацію туру |
| 2 жовтня 1996             | Каїр       | Єгипет   | Скасовані через реструктуризацію туру |
| 16 жовтня 1996            | Тайбей     | Тайвань  | Через несвоєчасне прибуття літака зі сценічним обладнанням із Південної Кореї перенесений на 22 жовтня 1996                                 |
| Друга частина (1997)      |            |          | |
| 29 липня 1997             | Барселона  | Іспанія  | Спочатку був перенесений на 4 вересня 1997, але згодом скасований через те, що місцевий організатор не зміг виконати потрібні вимоги до шоу |
| 8 серпня 1997             | Любляна    | Словенія | Скасований через низький продаж квитків |
| 31 серпня 1997            | Остенде    | Бельгія  | Через смерть принцеси Діани перенесений на 3 вересня 1997                                                                                   |

| Місто        | Країна    | Продано квитків       | Дохід      |
| ------------ | --------- | --------------------- | ---------- |
| Шеффілд      | Англія    | 43,031/48,000 (90%)   | $1,991,600 |
| Лондон       | Англія    | 212,601/216,000 (98%) | $9,236,683 |
| Дублін       | Ірландія  | 43,261/43,261 (100%)  | $1,740,203 |
| Базель       | Швейцарія | 50,000/50,000 (100%)  | $2,317,881 |
| Ніцца        | Франція   | 30,003/36,260 (83%)   | $1,083,898 |
| Берлін       | Німеччина | 78,187/78,187 (100%)  | $2,934,036 |
| Лейпциг      | Німеччина | 54,483/55,000 (99%)   | $2,110,035 |
| Хоккенхайм   | Німеччина | 85,000/85,000 (100%)  | $3,261,701 |
| Копенгаген   | Данія     | 97,563/97,563 (100%)  | $5,296,577 |
| Гетеборг     | Швеція    | 50,000/50,000 (100%)  | $2,202,073 |
| Осло         | Норвегія  | 37,904/40,000 (95%)   | $1,646,889 |
| Таллінн      | Естонія   | 75,000/75,000 (100%)  | $2,627,174 |
| Гельсінкі    | Фінляндія | 91,106/96,000 (95%)   | $4,166,735 |
| Кейптаун     | ПАР       | 73,295/74,000 (99%)   | $2,092,625 |
| Йоганнесбург | ПАР       | 106,495/108,000 (99%) | $3,747,560 |
| Дурбан       | ПАР       | 45,000/45,000 (100%)  | $1,493,047 |